# Tales of Zestiria
Tales of Zestiria (яп. テイルズ オブ ゼスティリア Тэйрудзу обу Дзэсутириа) — японская ролевая игра для PlayStation 3, PlayStation 4 и Windows, пятнадцатая часть серии игр Tales. Разработчиком и издателем является компания Bandai Namco Games. В разработке принимали участие программист Тацуро Удо, дизайнеры Кёсуки Фудзисима и Муцуми Иномата, а также другие люди, участвовавшие в работе над предыдущими частями серии.
События игры разворачиваются на вымышленном континенте Гринвуд, который контролируется двумя враждующими империями. Главный герой — парень по имени Сорей, обладающий мистическими силами, полученными от расы серафимов; представители этой расы выступают в роли хранителей равновесия на континенте. Разработчики охарактеризовали основную тему игры как «RPG о страсти, освещающей мир» (яп. 世界を点灯情熱のRPG Сэкай о тэнто: дзёнэцу но RPG).

## Игровой процесс

Сражение в Tales of Zesteria

По словам Хидэо Бабы, прохождение предыдущих игр серии было похоже на «езду по шоссе», тогда как в Tales of Zestiria будет использоваться концепция открытого мира. Боевая система будет представлять собой усовершенствованную версию линейной боевой системы из предыдущих игр серии. Она называется Fusionic Chain Linear Motion Battle System; важное место в ней отводится мечам и магии. Как и в предыдущих играх серии, у каждого персонажа есть набор специальных умений, которые называются «артесы» (англ. artes). Как и в Tales of Graces, артесы делятся на два типа: люди специализируются на приёмах ближнего боя, тогда как представители расы серафимов применяют магические атаки средней и дальней зоны действия. Согласно Bandai Namco, боевая система будет «большим сюрпризом» для фанатов серии.

## Сюжет
События игры разворачиваются на вымышленном континенте Гринвуд, который разделён двумя враждующими империями. Негативные эмоции жителей континента порождают монстров, которые называются хеллионами или хиомами (англ. Hyoma) — они представляют собой угрозу для людей. Важную роль в сюжете играет раса гуманоидов под названием серафимы или тэндзоку (яп. 天族 букв. «Божественная семья»), представители которой обладают сверхъестественными силами и могут взаимодействовать только с теми людьми, которые имеют достаточную силу духа. Людей, которые взаимодействуют с серафимами, называют «пастыри» — их считают спасителями, но, вместе с этим, боятся из-за мистической силы. Пастыри часто появляются во времена кризиса; они, вместе с серафимами, стали частью фольклора жителей Гринвуда.
Игра повествует о пастырях во времена «эры Хаоса», когда континент заполонили хеллионы и стали нападать на деревни и города. Главный герой, Сорей, желая вернуть мир в Гринвуд, отправляется в путешествие, чтобы стать пастырем и получить силы для уничтожения монстров. Также он мечтает о том, чтобы наступило «легендарное время», когда люди и серафимы будут жить в гармонии. Важную роль будут играть драконы, однако они будут представлять собой традиционных существ, сочетающих добро и зло.

## Разработка
Торговая марка Tales of Zestiria была зарегистрирована в Японии, Европе и Северной Америке в период с августа по сентябрь 2013 года. В ноябре того же года Bandai запускает тизерный веб-сайт, на котором располагался счётчик, отсчитывающий количество дней до 12 декабря 2013 года. В указанную дату на сайте производилась прямая трансляция с Nico Nico Douga. В рамках прямой трансляции была анонсирована игра, а затем объявлено о планирующихся локализациях для Северной и Южной Америки и Европы.
Дизайнерами персонажей стали Муцуми Иномата, Косукэ Фудзисима и Даиго Окумура — все они работали над предыдущими играми серии, а Тацуро Удо, входивший в команду разработчиков Tales of Graces, работает над боевой системой. Разработчики объяснили, что «zest» (рус. пыл) в данном случае означает «страсть», а сеттинг игры будет фэнтезийным, в отличие от последних игр серии, в частности, Tales of Xillia 2. Почти сразу после анонса игры, было сообщено о том, что дизайн персонажей и написание сюжета завершены, а боевая система и графика пока находятся в стадии завершения. В апреле была объявлена центральная тема — «RPG о страсти, освещающей мир» (яп. 世界を点灯情熱のRPG Сэкай о тэнто: дзёнэцу но RPG).

## Отзывы, награды и продажи
| Сводный рейтинг | Сводный рейтинг                                |
| Агрегатор       | Оценка                                         |
| --------------- | ---------------------------------------------- |
| GameRankings    | 73,80 %                                        |
| Metacritic      | 72/100 (PS4, 59 обзоров) 77/100 (PС, 4 обзора) |

Игра получила смешанные отзывы на платформе PlayStation 4 и преимущественно положительные отзывы на PC
. На сайте-агрегаторе Metacritic средняя оценка игры составляет 72 из 100 на основе 59 обзоров для платформы PlayStation 4 и 77 из 100 на основе 4 обзоров для платформы PС.
Летом 2018 года, благодаря уязвимости в защите Steam Web API, стало известно, что точное количество пользователей сервиса Steam, которые играли в игру хотя бы один раз, составляет 410 109 человек.